# Макайверс
Макайверс (англ. McIvers) — містечко в Канаді, у провінції Ньюфаундленд і Лабрадор.

## Населення
За даними перепису 2016 року, містечко нараховувало 538 осіб, показавши скорочення на 1,5%, порівняно з 2011-м роком. Середня густина населення становила 44,6 осіб/км².
З офіційних мов обидвома одночасно володіли 5 жителів, тільки англійською — 535.
Працездатне населення становило 45,9% усього населення, рівень безробіття — 20% (30,8% серед чоловіків та 12,5% серед жінок). 90% осіб були найманими працівниками, а 6% — самозайнятими.
Середній дохід на особу становив $28 423 (медіана $25 600), при цьому для чоловіків — $35 991, а для жінок $22 111 (медіани — $31 584 та $21 728 відповідно).
31,2% мешканців мали закінчену шкільну освіту, не мали закінченої шкільної освіти — 38,5%, 30,3% мали післяшкільну освіту, з яких 18,2% мали диплом бакалавра, або вищий.
| Статево-вікова структура населення | Статево-вікова структура населення | Статево-вікова структура населення | Статево-вікова структура населення | Статево-вікова структура населення |
| ---------------------------------- | ---------------------------------- | ---------------------------------- | ---------------------------------- | ---------------------------------- |
|                                    |                                    |                                    |                                    |                                    |
| Всього                             | Всього                             | 50,0%                              |                                    |                                    |
| 0 — 14 років                       | 0 — 14 років                       |                                    | 12,8%                              | 12,8%                              |
| 15 — 64 років                      | 15 — 64 років                      |                                    | 64,2%                              | 64,2%                              |
| 65 і більше                        | 65 і більше                        |                                    | 22,9%                              | 22,9%                              |
| 85 і більше                        | 85 і більше                        |                                    | 1,8%                               | 1,8%                               |
| Середній вік (років)               | Середній вік (років)               | 45,845,3                           | 45,5                               | 45,5                               |
| Медіана (років)                    | Медіана (років)                    | 51,049,4                           | 49,9                               | 49,9                               |
| — чоловіки — жінки                 |                                    |                                    |                                    |                                    |

| Походження мешканців:     | Походження мешканців:     | Походження мешканців: | Походження мешканців: | Походження мешканців: |
| ------------------------- | ------------------------- | --------------------- | --------------------- | --------------------- |
| Походження                |                           |                       | осіб                  | %                     |
| Корінні американці        | Корінні американці        |                       | 265                   | 41.09%                |
| Інше північноамериканське | Інше північноамериканське |                       | 380                   | 58.91%                |
| Європейське               | Європейське               |                       | 155                   | 24.03%                |
| британське                | британське                |                       | 135                   | 20.93%                |
| французьке                | французьке                |                       | 10                    | 1.55%                 |

| Зайнятість населення за галузями (за класифікацією NOC): | Зайнятість населення за галузями (за класифікацією NOC): | Зайнятість населення за галузями (за класифікацією NOC): | Зайнятість населення за галузями (за класифікацією NOC): | Зайнятість населення за галузями (за класифікацією NOC): |
| -------------------------------------------------------- | -------------------------------------------------------- | -------------------------------------------------------- | -------------------------------------------------------- | -------------------------------------------------------- |
|                                                          |                                                          |                                                          |                                                          |                                                          |
| Управління                                               | Управління                                               |                                                          | 8,3%                                                     | 8,3%                                                     |
| Бізнес, фінанси та адміністрування                       | Бізнес, фінанси та адміністрування                       |                                                          | 12,5%                                                    | 12,5%                                                    |
| Природничі та прикладні науки                            | Природничі та прикладні науки                            |                                                          | 4,2%                                                     | 4,2%                                                     |
| Охорона здоров'я                                         | Охорона здоров'я                                         |                                                          | 10,4%                                                    | 10,4%                                                    |
| Освіта, правозахист, муніципальні та урядові служби      | Освіта, правозахист, муніципальні та урядові служби      |                                                          | 4,2%                                                     | 4,2%                                                     |
| Роздрібна торгівля та послуги                            | Роздрібна торгівля та послуги                            |                                                          | 18,8%                                                    | 18,8%                                                    |
| Гуртова торгівля, транспорт та обладнання                | Гуртова торгівля, транспорт та обладнання                |                                                          | 35,4%                                                    | 35,4%                                                    |
| Природні ресурси, сільське господарство                  | Природні ресурси, сільське господарство                  |                                                          | 4,2%                                                     | 4,2%                                                     |
| Виробництво                                              | Виробництво                                              |                                                          | 4,2%                                                     | 4,2%                                                     |

## Клімат
Середня річна температура становить 3,5°C, середня максимальна – 19,4°C, а середня мінімальна – -12,7°C. Середня річна кількість опадів – 1 333 мм.
| Клімат поселення                              | Клімат поселення | Клімат поселення | Клімат поселення | Клімат поселення | Клімат поселення | Клімат поселення | Клімат поселення | Клімат поселення | Клімат поселення | Клімат поселення | Клімат поселення | Клімат поселення | Клімат поселення |
| Показник                                      | Січ.             | Лют.             | Бер.             | Квіт.            | Трав.            | Черв.            | Лип.             | Серп.            | Вер.             | Жовт.            | Лист.            | Груд.            |                  |
| Середній максимум, °C                         | −2,71            | −3,46            | 0,20             | 5,48             | 10,06            | 15,07            | 18,75            | 19,39            | 14,45            | 9,11             | 4,29             | −1,17            |                  |
| Середня температура, °C                       | −7,33            | −8,08            | −4,4             | 0,88             | 5,46             | 10,47            | 15,46            | 16,14            | 11,21            | 5,86             | 1,04             | −4,43            |                  |
| Середній мінімум, °C                          | −11,92           | −12,68           | −9               | −3,73            | 0,85             | 5,87             | 12,21            | 12,88            | 7,95             | 2,60             | −2,22            | −7,7             |                  |
| Норма опадів, мм                              | 147              | 100              | 81               | 65               | 82               | 101              | 99               | 118              | 127              | 132              | 135              | 146              |                  |
| Середньомісячна швидкість вітру, м/с          | 5.06             | 4.77             | 4.82             | 4.62             | 4.24             | 4.06             | 3.73             | 3.85             | 4.20             | 4.40             | 4.66             | 4.89             |                  |
| Середньомісячна сонячна радіація, кДж/м²·день | 3571             | 6529             | 10855            | 14632            | 17831            | 19336            | 18654            | 15912            | 11588            | 6951             | 3736             | 2660             |                  |
| --------------------------------------------- | ---------------- | ---------------- | ---------------- | ---------------- | ---------------- | ---------------- | ---------------- | ---------------- | ---------------- | ---------------- | ---------------- | ---------------- | ---------------- |
| Джерело:                                      |                  |                  |                  |                  |                  |                  |                  |                  |                  |                  |                  |                  |                  |